# 塞公
塞公是老挝南部城市，也是塞公省省会，设立于1984年。由于班蓬有许多未爆弹，使得当地成为不适合人类生活的地区，因此当地政府决定设立塞公市。地理位置临近布拉万高原。人口5000人。多少数民族。